# Марио Абдо Бенитез
Марио Абдо Бенитез (шп. Mario Abdo Benítez; Асунсион, 10. новембар 1971) парагвајски је политичар и председник Парагваја од 15. августа 2018. Претходно је био председник Сената.

## Младост и образовање
Абдо Бенитез је рођен у главном граду Парагваја, Асунсиону, 10. новембра 1971. од оца Мариа Абда Бенитеза Сениора и мајке Рут Бенитез Периер. Његов отац је либанског порекла.
Са 16 година, Абдо Бенитез се преселио у Сједињене Америчке Државе. У Америци је дипломирао маркетинг на Универзитету Пост у Вотерберију, у савезној држави Конектикат. Након универзитета, прикључио се Оружаним снагама Парагваја, стекавши чин потпоручника резервног ваздухопловства, а команда га је поставила за падобранца.

## Политичка каријера

### Рана политичка каријера
Његови први кораци у политици били су 2005. године као члан Републиканског покрета за националну обнову. Касније је био члан Покрета за мир и напредак и освојио је потпредседништво Колорадо странке 2005. У јуну 2015. године изабран је за председника Сената Парагваја.
Абдо Бенитез се суочио са критикама јавности због свог односа са војном диктатуром Алфреда Стреснера, јер је његов отац био Стреснеров приватни секретар. Када је Стреснер умро 2006. године, Абдо Бенитез био је један од носача ковчега на његовој сахрани у Бразилији, а Абдо Бенитез је касније предложио да Управни одбор Колорадо странке ода почаст Стреснер. Богатство које Абдо Бенитез поседује наслеђено је од његовог оца, који је након пада диктатуре био процесуиран због незаконитог богаћења, али је случај на крају одбачен. Абдо Бенитез је изјавио да, иако верује да је Стреснер „учинио много за земљу“, такође је појаснио да не одобрава кршења људских права, мучења и прогона почињених током Стреснеровог режима.

### Председниковање
У децембру 2017. Абдо Бенитез је победио на страначким изборима странке Колорадо победивши бившег министра финансија Сантијага Пену са 564.811 гласова (50,93%) против 480.114 (43,29%). У априлу 2018. Абдо Бенитез је победио на председничким изборима победивши Ефраина Алегреа, са 46,46% гласова против Алегреових 42,73%. Положио је заклетву 15. августа 2018. и са 46 година, Бенитез је постао најмлађи председник Парагваја од када је Алфредо Стреснер са 41 годину преузео власт 1954. године.